# Nerol
Nerol är en monoterpenoidalkohol som finns i många eteriska oljor och förekommer naturligt i växter så som  citrongräs  och pomerans. Ursprungligen isolerades den från den eteriska oljan neroliolja, därav dess namn. Denna färglösa vätska används i parfymer. Liksom geraniol har nerol en söt roslukt. Estrar och besläktade derivat av nerol hänvisas till som neryl, till exempel nerylacetat.
Nerol är en strereoisomer till geraniol.